# Barbara Diethelm

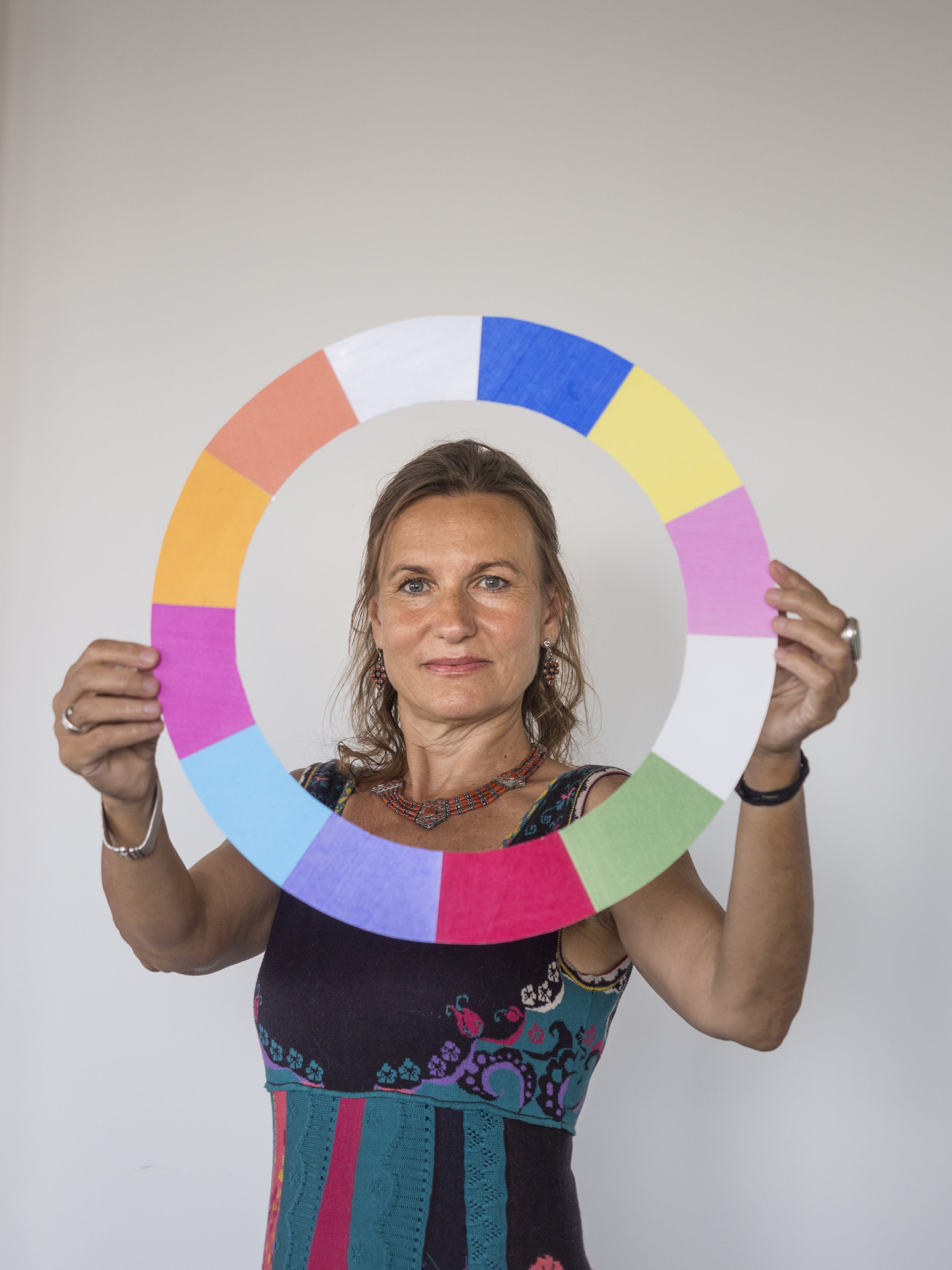
Barbara Diethelm, 2015

Barbara Diethelm (* 1962 in Zürich) ist eine Schweizer Malerin, Zeichnerin und Künstlerfarbenproduzentin.

## Ausbildung und Studium
Nach dem Besuch des Gymnasiums in Zürich zog sie 1982 in die USA und blieb acht Jahre. Am San Antonio College in San Antonio (Texas) studierte sie von 1983 bis 1985 Graphic Design und bis 1988 Fine Art bei Mel Casas, Mark Pritchett und Tom Willome. Parallel dazu studierte sie an der privaten St. Mary’s University in San Antonio Philosophie und Management. Ihre Ausbildung setzte Barbara Diethelm von 1988 bis 1990 fort mit einem Studium der Malerei und Druckgrafik bei Sam Tchakalian und Ivan Majdrakoff am San Francisco Art Institute. In dieser Zeit beschäftigte sie sich intensiv mit fernöstlicher Philosophie und Yoga, was sich fortan in ihrem künstlerischen Schaffen widerspiegelt. Nachhaltigen Eindruck hinterliess ihre Begegnung mit der Künstlerin Agnes Martin 1992, die sie für längere Zeit in Galisteo, New Mexico, besuchte.

## Künstlerin und Unternehmerin
Seit ihrer Rückkehr in die Schweiz zu Beginn der 1990er-Jahre entwickelte sie ihr malerisches Werk in verschiedenen Werkgruppen weiter. Darüber hinaus leitet Barbara Diethelm seit dem Tod ihres Vaters 1995 das Familienunternehmen Lascaux Colours & Restauro. Barbara Diethelms besonderes Interesse gilt der Entwicklung ganzheitlicher Farbsysteme, 1996 entwickelte sie das Farbsystem Sirius Primary System. Dieses erweiterte Fünffarbensystem wurde vom Europäischen Patentamt patentiert.
Ihr Anliegen als Malerin wie als Künstlerfarbenherstellerin ist es, „die geistig-schöpferische und die materiell-manifeste Ebene zu verbinden“.
2004 gründete sie mit ihrem Ehemann, dem Maler Werner Schmidt, die gemeinnützige Stiftung Fondation Lascaux.

## Künstlerisches Werk
Farben haben Barbara Diethelm durch die Firma ihres Vaters von früher Kindheit begleitet, bereits als Kind hat sie eine Sensibilität für Farbe und eine Wertschätzung für das Material entwickelt.
Vertraut mit den Möglichkeiten der Herstellung von Farben, dreht sich auch die künstlerische Arbeit von Barbara Diethelm um eine Alchemie der Farben: um stoffliche Eigenschaften der Farbe, ihre ästhetischen Aspekte bis zu spirituellen Kräften der Farbe und Farbdialogen.  Wie Barbara Diethelm in einem Interview formulierte, „ist Alles Erinnern an ein tieferes Wissen, das Wissen um das Einssein mit der kosmischen Harmonie“. Dabei möchte sie „das Gefühl von Harmonie und Balance wachrufen, das in Anbetracht der Natur aufscheint“.
Seit 1985 stellt Barbara Diethelm ihre Werke regelmässig in Einzel- und Gruppenausstellungen in der Schweiz, in Italien und den USA aus.

## Publikationen
- Bücher und Beiträge
  - Colours of the Great Heart – resonating with Sirius, Alataverlag 2023 ISBN 978-3-9521130-1-1.
  - Path of Gold – Barbara Diethelm, Heinrich Eichmann, mit Texten von Guido Magnaguagno, Linda Tucker Helmhaus Zürich, Scheidegger & Spiess, Zürich 2022.
  - Tamangur. Von Katzen und Sternen., mit Zeichnungen von Barbara Diethelm und Gedichten von Werner Schmidt, Wolfbach     Verlag, Zürich 2012, ISBN 978-3-905910-25-4.
  - Barbara Diethelm, Argus. mit Texten von Serpoohi Benazzi-Pilosian. Galerie Susi Landolf, 1996, ISBN 3-9521130-0-X.
  - Barbara Diethelm, New Paintings. Galerie Susi Landolf, 2002, ISBN 3-9521130-3-4.
  - Barbara Diethelm, Silver Banks. Galerie Susi Landolf, 2005, ISBN 3-9521130-4-2.
  - Sol LeWitt Walldrawing #1145, in Das Farbenbuch, Alataverlag, 2023, ISBN 978-3-033-08879-5.
  - Cosmic Colours. A paint-maker shares her discovery of the deeper meaning of colour. In: Resurgence & Ecologist. 265, 2011, ISSN 0034-5970, S. 48–49.
  - A holistic view of colour – a bridge between physics and metaphysics. In: International Colour Association (AIC) (ed.), Interaction of Colour & Light in the Arts and Sciences, 7-10 June 2011. Book of Abstracts, Zürich 2011, ISBN 978-3-033-02929-3.
  - The spirit of colours in the body of architecture. In: Journal of Traditional Paint News. Vol. 3, No. 3, 2012, S. 27–33.
  - Light in the body – body in the light. Revisioning the balance of light and dark. In: Proceedings of the CIE centenary Conference “Towards a new century of light”., Paris, 15.–16. April 2013, ISBN 978-3-902842-44-2, S. 1162–1167.
  - The Five-colour theory: A new approach to colour: June 2021 https://onlinelibrary.wiley.com/doi/10.1002/col.22664